# پیوه دی سولیگو
پیوه دی سولیگو (به ایتالیایی: Pieve di Soligo) یک کومونه در ایتالیا است که در استان ترویزو واقع شده‌است. پیوه دی سولیگو ۱۹ کیلومتر مربع مساحت و ۱۲٬۰۹۶ نفر جمعیت دارد و ۱۳۲ متر بالاتر از سطح دریا واقع شده‌است.